# Wybory parlamentarne w Angoli w 2008 roku
Wybory parlamentarne w Angoli – odbyły się 5 i 6 września 2008. W ich wyniku został wyłoniony 220-osobowy skład Zgromadzenia Narodowego. Były to pierwsze od 1992 roku wybory parlamentarne, po zakończeniu d wojny domowej w Angoli w 2002 roku.

## Data i przebieg wyborów
27 grudnia 2007 na mocy dekretu prezydent Santosa wyznaczył datę wyborów na 5 i 6 września 2008 roku. Misje obserwatorskie do Angoli wysłały Unia Afrykańska i Unia Europejska.

## Wyniki wyborów
Wybory zakończyły się zwycięstwem rządzącego Ludowego Ruchu na rzecz Wyzwolenia Angoli (MPLA), który zdobył 81,64% głosów i 191 z 220 mandatów. Główna opozycyjna Narodowa Unia na rzecz Całkowitej Niepodległości Angoli (UNITA) otrzymała poparcie 10,39% wyborców (16 mandatów). Frekwencja wyborcza wyniosła 87,36%.
| Partia                                                             | Głosy     | %      | Miejsca | +/- |
| ------------------------------------------------------------------ | --------- | ------ | ------- | --- |
| Ludowy Ruch Wyzwolenia Angoli – Partia Pracy (MPLA)                | 5 266 216 | 81,64% | 191     | 62  |
| Narodowy Związek na rzecz Całkowitego Wyzwolenia Angoli (UNITA)    | 670 363   | 10,39% | 16      | 54  |
| Partia Odnowienia Społecznego (PRS)                                | 204 746   | 3,17%  | 8       | 2   |
| Nowa Demokracja - Unia Wyborcza (ND)                               | 77 141    | 1,20%  | 2       | N   |
| Narodowy Front Wyzwolenia Angoli (NFLA)                            | 71 416    | 1,11%  | 3       | 2   |
| Demokratyczna Partia Postępu - Angolski Sojusz Narodowy (PDP-ANA)  | 32 952    | 0,51%  | 0       | 1   |
| Partia Liberalno-Demokratyczna (PLD)                               | 21 341    | 0,33%  | 0       | 3   |
| Demokratyczna Angola - Koalicja (AD-C)                             | 18 967    | 0,29%  | 0       | 1   |
| Partia Demokratycznego Wsparcia i Postępu Angoli (PADEPA)          | 17 509    | 0,27%  | 0       | N   |
| Front dla Demokracji (PADEPA)                                      | 17 073    | 0,26%  | 0       | N   |
| Partia Przymierza Młodzieży, Robotników i Rolników Angoli (PAJOCA) | 15 535    | 0,24%  | 0       | 1   |
| Partia Odnowy Demokratycznej (PRD)                                 | 14 238    | 0,22%  | 0       | 1   |
| Wyborcza Platforma Polityczna (PPE)                                | 12 052    | 0,19%  | 0       | N   |
| Angolska Braterska Koalicja Forum (FOFAC)                          | 10 858    | 0,17%  | 0       | N   |
| Nieważne głosy                                                     | 762 874   | –      | –       | –   |
| Razem                                                              | 7 213 281 | 100    | 220     | 0   |
| Zarejestrowani wyborcy/frekwencja                                  | 8 256 584 | 87,36  | –       | –   |
| Źródło: African Elections Database                                 |           |        |         |     |

## Następstwa
- 214 nowo wybranych członków Zgromadzenia Narodowego zostało zaprzysiężonych 30 września[7]. Piedade został wybrany na przewodniczącego parlamentu przy tej samej okazji, otrzymując 211 głosów za i 3 przeciw. Skład prezydium Zgromadzenia Narodowego uzupełnili: João Lourenço wybrany na pierwszego wiceprzewodniczącego (213 głosów za, bez sprzeciwu i 1 wstrzymujący się), Joana Lina na drugiego wiceprzewodniczącego (207 głosów za, 4 przeciw i 3 głosy wstrzymujące się), Ernesto Mulato na trzeciego wiceprzewodniczącego (210 głosów za, 1 przeciw, 3 głosy wstrzymujące się) i Benedito Muxiri na czwartego wiceprzewodniczącego (211 głosów za, brak sprzeciwu i 3 głosy wstrzymujące się). Wybrano również czterech sekretarzy[8].

- 30 września prezydent dos Santos mianował Paulo Kassoma premierem[9]. Nowy szef rządu został zaprzysiężony tego samego dnia[10]. W rozmowie z mediami Kassoma powiedział, że priorytetem jego rządu będzie przyspieszenie procesu odbudowy kraju.

- 11 grudnia w opublikowanych raporcie wyborczym obserwatorzy z ramienia Unii Europejskiej skrytykowali brak przejrzystości i słabą koordynację Krajowej Komisji Wyborczej, zakwestionowali liczbę zarejestrowanych wyborców (108% w jednej z prowincji) oraz skrytykowali faworyzowanie MPLA w mediach[11].

- W 45-stronicowym raporcie opublikowanym 23 lutego 2009 roku zatytułowanym „Demokracja czy monopol? Niechętny powrót Angoli do wyborów” Human Rights Watch skrytykował domniemane wady w wyborach, mówiąc, że komisja wyborcza nie działała jako niezależny i bezstronny organ w nadzorowaniu wyborów. Human Rights Watch wezwał do zreformowania komisji wyborczej „w celu zapewnienia wiarygodnego i niezależnego nadzoru nad wszystkimi przyszłymi wyborami”[12].